# Joseph A. Golden
Pour les articles homonymes, voir Golden.
Joseph A. Golden (né le 19 juillet 1897 à Savannah et mort le 8 juillet 1942 à Los Angeles, aux États-Unis) est un réalisateur, scénariste et producteur de cinéma américain .

## Filmographie

### Comme réalisateur
- 1907 : The Hypnotist's Revenge
- 1907 : The Tired Tailor's Dream
- 1907 : Terrible Ted
- 1910 : La Fille d'Arizona (The Girl from Arizona)
- 1910 : Tommy Gets His Sister Married
- 1910 : Her Photograph
- 1910 : The Horse Shoer's Girl
- 1910 : The Burlesque Queen
- 1910 : The Matinee Idol
- 1910 : The Hoodoo
- 1910 : The Music Teacher
- 1910 : A Summer Flirtation
- 1910 : A Woman's Wit
- 1910 : The Motor Fiend
- 1910 : The New Magdalene
- 1910 : How Rastus Gets His Turkey
- 1910 : The Woman Hater
- 1910 : When the World Sleeps
- 1910 : La Fille du Niagara (The Maid of Niagara)
- 1911 : An Unforeseen Complication
- 1911 : Home Sweet Home
- 1911 : Helping Him Out
- 1911 : The Angel of the Slums
- 1911 : A Novel Experiment
- 1911 : Montana Anna
- 1911 : The Visiting Nurse
- 1911 : The Mission Worker
- 1911 : The Stepsisters
- 1911 : The New Editor
- 1911 : His Birthday
- 1911 : Two Lives
- 1911 : The Warrant
- 1911 : Memories of the Past
- 1911 : The Flaming Arrows
- 1911 : A Fair Exchange
- 1911 : The Message of the Arrow
- 1911 : A Tennessee Love Story
- 1911 : A Prisoner of the Mohicans
- 1911 : For Massa's Sake
- 1911 : Told in Colorado
- 1911 : Why the Sheriff is a Bachelor
- 1911 : Love Molds Labor
- 1911 : Western Hearts
- 1911 : The Terms of the Will
- 1911 : The Power of Love
- 1911 : Love's Renunciation
- 1911 : The Reporter
- 1911 : The Lost Necklace
- 1912 : For the Honor of the Name
- 1912 : A Nation's Peril
- 1912 : The Man from the North Pole
- 1912 : The Girl in the Next Room
- 1912 : Oh, Such a Night!
- 1912 : The Gypsy Flirt
- 1912 : The Quarrel
- 1912 : Locked Out
- 1912 : The Compact
- 1913 : The Eye of a God
- 1913 : The Secret Formula
- 1913 : The Count of Monte Cristo
- 1914 : Hearts and Flowers
- 1915 : Fine Feathers
- 1915 : The Master of the House
- 1915 : The Price
- 1915 : The Better Woman
- 1915 : Not Guilty
- 1915 : The Senator
- 1916 : Love's Crossroads
- 1916 : Behind Closed Doors
- 1916 : The Prima Donna's Husband
- 1916 : The Libertine
- 1917 : The Law of Compensation
- 1917 : Redemption
- 1918 : Wolves of Kultur
- 1919 : Le Grand Jeu (The Great Gamble)
- 1920 : Le Tourbillon (The Whirlwind)

### Comme scénariste
- 1911 : The Visiting Nurse
- 1911 : The Mission Worker
- 1911 : A Fair Exchange
- 1911 : A Tennessee Love Story
- 1911 : Why the Sheriff is a Bachelor
- 1911 : Western Hearts
- 1918 : Wolves of Kultur
- 1919 : Le Grand Jeu (The Great Gamble)
- 1920 : Le Tourbillon (The Whirlwind)

### Comme producteur
- 1915 : Divorced